# Wind-LiDAR
Wind-LiDAR (Light Detection And Ranging) ist ein optisches Fernerkundungsverfahren zur Messung von Windgeschwindigkeit, Windrichtung und Turbulenz. Dabei wird sich der Doppler-Effekt zu Nutze gemacht, indem aus der Frequenzverschiebung zwischen ausgesendeten und empfangenen Laser-Signal aufgrund der Reflexion an Aerosolen in der Erdatmosphäre Betrag und Richtung von Windvektoren berechnet werden. Je nach Konzentration der vorhandenen Aerosole in der Atmosphäre kann damit Wind über Distanzen von bis zu mehreren Kilometern gemessen werden. Im Gegensatz zu Anemometern besteht der Vorteil unter anderem darin, dass über große Distanzen und räumlich detailliert gemessen werden kann. Zudem besitzen die Geräte eine hohe Präzision.

## Typen
Die verschiedenen Typen von Wind-LiDAR Doppler Messsystemen lassen sich nach mehreren Gesichtspunkten einteilen.
- Nach der Art der Lichtemission:
  - Continuous Wave (CW) LiDAR
  - Pulsed LiDAR
- Nach der Anzahl der Sensoren:
  - Einzel-LiDAR
  - Multi-LiDAR – System aus mehreren Sensoren an verschiedenen Orten[1][2]
- Bei Wind-LiDAR-Systeme können zudem deren Scan-Technik und Auswertealgorithmus beschrieben werden:
  - DBS (Doppler Beam Swing) – der ausgesendete Strahl wird regelmäßig verschwenkt
  - VAD (Velocity-Azimuth Display) – angezeigt wird die Geschwindigkeit (radial vom oder zum Sensor) als Funktion des Azimutwinkels, im einfachen Fall örtlich konstanten Windvektors ergibt sich eine Sinusform.[3]
  - DVAD (Distance Velocity-Azimuth Display) – auch die Entfernung vom Sensor zum Ort der Streuung/Reflexion geht in die Analyse und Darstellung ein.[4]

## Verwendung
Wind-LiDAR-Systeme kommen häufig in der Forschung und Standortbewertung von Windkraftanlagen oder Windparks zum Einsatz sowie zur Messung von Wind und Turbulenz im Bereich von Gebäuden oder Brücken. Die Systeme können dabei je nach Einsatzzweck zum Beispiel auf dem Boden, auf Forschungsplattformen im Meer, auf Windkraftanlagen oder auf Schiffen installiert werden. Die Messrichtung richtet sich ebenso nach dem Einsatzzweck. So dienen z. B. LiDAR-Systeme auf Windkraftanlagen, die horizontal – also entlang oder entgegen der horizontalen Windrichtung – messen, häufig der Erfassung und Untersuchung derer Nachlaufeffekte auf den Wind. Aufgrund der guten räumlichen Erfassung des Windfeldes dienen LiDAR-Systeme häufig auch zur Validierung von Modellen, wie z. B. LES-Modellen, welche ebenso häufig in der Windenergie-Forschung eingesetzt werden.